# Hans Ludwig Rauh
Hans Ludwig Rauh (* 3. Juni 1892 in Frankfurt am Main; † 9. März 1945 in Endbach) war ein deutscher Lehrer und Mundartforscher. Seine Arbeiten zur Frankfurter Mundart bildeten eine wesentliche Grundlage für das zwischen 1971 und 1985 herausgegebene Frankfurter Wörterbuch.

## Leben und Werk
Rauh war Studienrat an der Klinger-Oberrealschule. Er promovierte 1921 an der Universität Frankfurt mit der Dissertation Die Lautlehre der Frankfurter Mundart. Sein Doktorvater Friedrich Panzer hatte bereits 1911 die Vorarbeiten zur Herausgabe eines Frankfurter Wörterbuches begonnen, das Vorhaben aber bei Ausbruch des Ersten Weltkrieges einstellen müssen. Einen Teil der 304-seitigen, nur handschriftlich hinterlassenen, Dissertation veröffentlichte Rauh 1921 unter dem Titel Die Frankfurter Mundart in ihren Grundzügen dargestellt. Teil dieser Arbeit war eine genaue räumliche Abgrenzung der in den einzelnen Stadtteilen gesprochenen Mundarten. Die in den Jahren 1900 und 1910 eingemeindeten Vororte waren sprachlich noch nicht mit der historischen Kernstadt verschmolzen. Vor allem in den nordöstlichen Vororten Seckbach, Preungesheim und Berkersheim sowie in Oberrad wurde noch der mittelhessische Dialekt der Wetterau gesprochen. Die übrigen nördlichen Vororte gehörten schon wie Frankfurt zum südhessischen Dialektgebiet und unterschieden sich nur in der Aussprache einiger Vokale und Konsonanten.
Rauh beobachtete, dass seine Probanden zurückhaltend blieben, solange er ihre Äußerungen mit Notizblock und Papier unmittelbar notierte, da sie befürchteten „mit ihrer Mundart der Lächerlichkeit anheimzufallen“. Viel bessere Voraussetzungen für seine Forschungen bildeten die Frankfurter Apfelweinwirtschaften, insbesondere in Bornheim, Bockenheim und Sachsenhausen, in denen Zecher aus allen Bevölkerungsschichten zusammensaßen und in der Gruppe viel lockerer und gesprächiger wurden als bei einer direkten Befragung.
Noch 1921 übernahm Rauh die von Panzer hinterlassene Arbeit am Frankfurter Wörterbuch, musste sie aber schon 1922 infolge der Inflation wieder einstellen. 1937 sorgte der 1932 auf den Frankfurter Lehrstuhl für Deutsche Philologie berufene Julius Schwietering für eine Wiederbelebung des Projekts Frankfurter Wörterbuch. Er hatte aus seiner Zeit an der Universität Münster Erfahrung in der Mundartforschung erworben, wo er das Westfälische Wörterbuch geleitet hatte. Rauh und der junge Referendar Heinz Bodensohn (1912–1943) entwarfen einen Fragebogen mit 33 Fragen zum menschlichen Körper, den er im Januar 1937 im Frankfurter Generalanzeiger und im Frankfurter Volksblatt veröffentlichte, um möglichst viele Rückläufe zu erreichen. Seine Informanten unterwies Rauh schriftlich über die Regeln, nach denen sie ihre Beiträge selbst auf Zettel notizeren sollten, um sie wörterbuchfähig aufzubereiten. „Das gramm. Geschlecht, die Pluralform, die Bedeutung und evtl. Redensarten, in denen das Wort vorkommt, sind anzugeben...Auf einem Zettel wollen Sie bitte nur eine Sache behandeln...“
Neben der Fragebogenaktion entwickelte Rauh eine Methodik zu kollektiven Interviews in Frankfurter Schulklassen. So ließ er beispielsweise die Schüler zweier Untertertien 56 Synonyme für trinken zusammenstellen, darunter einfache wie kippen, heben, kümmeln und schöppeln und zusammengesetzte Redewendungen wie die Gurgel schwenken oder einer Flasche den Hals brechen.
1939 übernahm die Preußische Akademie der Wissenschaften das Patronat für das Frankfurter Wörterbuch. Rauh wurde im August 1939 Leiter dieses Forschungsprojektes, für das die Stadt Frankfurt auf Veranlassung von Oberbürgermeister Friedrich Krebs eine Stelle schuf und Räumlichkeiten in der Alten Stadtbibliothek bereitstellte. Der Ausbruch des Zweiten Weltkriegs verhinderte die Fortführung der mündlichen und schriftlichen Befragungen. Viele seiner Gewährspersonen, darunter Rauhs Assistent Bodensohn, fielen dem Krieg zum Opfer. Rauh wurde im März 1940 in den Schuldienst zurückgerufen, konnte aber als alleiniger Bearbeiter das gesammelte Material von inzwischen rund 130.000 Belegen weiterbearbeiten. Als besonders wertvolle Quelle erwiesen sich die hinterlassenen Manuskripte von Johann Joseph Oppel, die Rauh 1938 aufgefunden und innerhalb von zwei Jahren nach seiner Systematik auf 30.000 Zettel übertragen hatte.
Anfang 1945 lagerte Rauh sein Archiv in ein Landschulheim der Stadt Frankfurt in Endbach im Hessischen Hinterland aus. Im März 1945 starb Rauh dort. Nach der Frankfurter Biographie beging er am 9. März 1945 Selbstmord, nach anderen Quellen verunglückte er tödlich am 19. März 1945.
Das ausgelagerte Material kam nach Kriegsende an die Universität Frankfurt zurück, wo es im Institut für deutsche Volkskunde aufbewahrt wurde. 1968 begann unter Leitung von Wolfgang Brückner die Herausgabe des Frankfurter Wörterbuchs, das mit Unterstützung der Frankfurter Historischen Kommission 1971 bis 1985 in 18 Lieferungen erschien.

## Werke (Auswahl)
- Hans Ludwig Rauh: Die Frankfurter Mundart in ihren Grundzügen dargestellt. Moritz Diesterweg, Frankfurt am Main 1921 (Abgedruckt in Frankfurter Wörterbuch, Band I, Einleitung).
- Hans Ludwig Rauh: Zur Rhythmik und Melodik der Frankfurter Mundart. In: Max Preitz (Hrsg.): Von deutscher Sprache und Art. Beiträge zur Geschichte der neueren deutschen Sprache, zur Sprachkunst, Sprachpflege und zur Volkskunde. Frankfurt am Main 1925, S. 141–160 (Abgedruckt in Frankfurter Wörterbuch, Band I, Einleitung).
- Hans Ludwig Rauh: Der Frankfurter in Sprache und Dichtung. In: Frankfurt. Buch der Stadt. Frankfurt am Main 1927, S. 32–39.

### Frankfurter Wörterbuch
- Wolfgang Brückner: Frankfurter Wörterbuch. Aufgrund des von Johann Joseph Oppel und Hans Ludwig Rauh gesammelten Materials herausgegeben im Auftrag der Frankfurter Historischen Kommission in Verbindung mit dem Institut für Volkskunde / Institut für Kulturanthropologie und Europäische Ethnologie der Johann Wolfgang Goethe-Universität Frankfurt am Main. Verlag Waldemar Kramer, Frankfurt am Main 1988, ISBN 3-7829-0360-9

Band I: Einleitung, A–Eva
Band II: Evangelium–hinauf
Band II: hinaufgucken–Lithograph
Band IV: Litze–qui vive
Band V: raadeln–Strohkopf
Band VI: Strohmann–Zylinder
Registerband